# Rogaland Teater
Le Rogaland Teater est un théâtre situé à Stavanger (comté de Rogaland, en Norvège).

## Histoire
Le théâtre a été construit en 1883, sur une parcelle de Kannik prestegård. Il a été conçu par l'architecte Hartvig Sverdrup Eckhoff (en) et avait initialement presque 500 places pour accueillir le public. Le bâtiment se trouvait à Stavanger Faste Scene de 1914 à 1921 et le théâtre Stavanger de 1921 à 1926. Plusieurs changements ont été faits à la construction au fil des années, y compris des agrandissements et des modifications en 1951, 1974, 1980 et 2001.

## Le théâtre
Le Rogaland Teater a ouvert le 9 septembre 1947. Un comité de travail a été établi en 1946 et après l'abonnement pour le soutien financier de l'administration de comté Rogaland et plusieurs des municipalités dans Rogaland, le théâtre a été établi le 6 juin 1947. Son premier directeur de théâtre était ØIstein Børke, étant son leader de 1947 à 1949. Ses successeurs étaient Jens Bolling (en) de 1949 à 1951 et Kjell Stormoen (en) de 1951 à 1952. Claes Gill était le directeur de théâtre de 1952 à 1956 et, pendant cette période, le théâtre a obtenu un nouveau profil, avec le prix des billets revu à la baisse et une nouvelle stratégie de marketing.
Gisle Straume (en) était le directeur du théâtre de 1956 à 1958. Pendant cette période, le théâtre a mis en scène une pièce de Andreas Jacobsen : De' smedle på Skansen, et Liv Ullmann avait sa percée comme "Anne" dans Anne Franks dagbok.
Bjørn Endreso est directeur du théâtre de 1960 à 1970.
Kjetil Bang-Hansen (en) était le directeur du théâtre de 1976 à 1982. Durant cette période, le théâtre est devenu l'un des théâtres les plus centraux de Norvège. Son adaptation de Ibsen's verse play Peer Gynt a été beaucoup appréciée par le public, et a également été jouée au Festival international de théâtre de Belgrade, donnant ainsi une réputation nationale à Bang-Hansen. Il a également fait une adaptation de l'histoire Le Cheval de Léon Tolstoï.
Plus tard, les directeurs étaient :
| Noms des directeurs   | Périodes                      | Noms des directeurs     | Périodes    |
| --------------------- | ----------------------------- | ----------------------- | ----------- |
| Alf Nordvang (en)     | 1982 - 1986 et de 1990 - 1991 | Ola B. Johannessen (en) | 1994 - 1997 |
| Bentein Baardson (en) | 1986 - 1989                   | (en)                    | 1997 - 2000 |
| Hans Rosenquist (no)  | 1989 - 1990                   | Ingjerd Egeberg         | 2000 - 2004 |
| Ketil Egge (en)       | 1991 - 1994                   | Hanne Tømta (en)        | 2005 - 2008 |

Arne Nøst (en) est le directeur du théâtre depuis 2009.
Le théâtre joue souvent des pièces écrites par des dramaturges locaux tels que Alexander Kielland, Arne Garborg, Alfred Hauge (en) et Jon Fosse.

### Récompenses
L'acteur Even Stormoen (en) a reçu le prix Hedda pour la meilleure performance sur scène en même temps que le prix de Critiques norvégien pour le Théâtre pour son rôle en tant que "Harpagon" dans la pièce Den gjerrige, de Molière, en 1998.
En 2005, Nina Ellen Ødegård (en) a reçu le prix Hedda pour la meilleure performance sur scène, pour son rôle en tant que Josie dans la pièce Måne for livete sterbarn.